# Acer brevilobum
Acer brevilobum é uma espécie de árvore do gênero Acer, pertencente à família Aceraceae.